# Dance of Fire
A Dance of Fire Aziza Mustafa Zadeh azeri (azerbajdzsáni)  zongorista, énekesnő és zeneszerző harmadik lemeze. 1995-ben jelent meg.

## Számok
1. Boomerang – 4:24 Dance of Fire Suite 1. (Aziza Mustafa Zadeh)
2. Dance of Fire – 6:02 Dance of Fire Suite 2. (Aziza Mustafa Zadeh)
3. Sheherezadeh – 2:52 Dance of Fire Suite 3. (Aziza Mustafa Zadeh)
4. Aspiration – 2:23 Dance of Fire Suite 4. (Aziza Mustafa Zadeh)
5. Bana Bana Gel (Bad Girl) – 12:32 (Aziza Mustafa Zadeh)
6. Shadow – 5:54 (Aziza Mustafa Zadeh)
7. Carnival – 7:29 (Aziza Mustafa Zadeh)
8. Passion – 7:10 (Aziza Mustafa Zadeh)
9. Spanish Picture – 9:00 (Aziza Mustafa Zadeh)
10. To Be Continued – 5:59 (Aziza Mustafa Zadeh)
11. Father – 5:57 (Aziza Mustafa Zadeh)

## Előadók
- Aziza Mustafa Zadeh - zongora, ének
- Al Di Meola - gitár
- Bill Evans - szaxofon
- Stanley Clarke - basszusgitár
- Kai E. Karpeh De Camargo - basszusgitár
- Omar Hakim - dobok